# Bom Jardim (Maranhão)
Bom Jardim é um município brasileiro do estado do Maranhão. Localiza-se à latitude 04°44'30" sul, à longitude 44°21'00" oeste, e à altitude de 40 metros.
Sua população é de 41.630 habitantes segundo estimativa do IBGE para 2019. Possui área de 6.590,531 km² e densidade demográfica de 6,3 hab/km². Localizada às margens da  BR-316, que a liga ao estado do Pará.

## História
No princípio, Bom Jardim era pertencente a Monção, onde só vinham caçadores residentes em águas boas que caçavam, pescavam e retornavam. Porém, chegou um disposto a ficar: o Sr. José Pedro Vasconcelos.
O local até então era uma verdadeira floresta, com mata fechada, e a existência de uma rica fauna e flora. Os animais existentes eram: onças, veados, pebas, tatus, porcos caititus, pacas etc.
José Pedro Vasconcelos faleceu em 2 de outubro de 2002, na cidade de Rio Preto da Eva, Amazonas.

## Geografia
Localizando-se na microrregião do Vale do Pindaré, faz limites com os municípios de Monção, Açailândia, Tufilândia, Pindaré Mirim, São João do Caru, Governador Newton Bello, Alto Alegre do Pindaré, Buriticupu, Bom Jesus das Selvas, Zé Doca, Centro Novo do Maranhão e Itinga do Maranhão. O município tem 6.590,48 km³ de área territorial. A área urbana corresponde a 113 km². A referida área detém 35% da população total, sendo que 65% da população se concentra na zona rural. A densidade demográfica do município em 2016 é de 6,2 habitantes por km².
A distância de Bom Jardim a São Luís é de 275 km. Os principais rios que formam a hidrografia do município são: rio Pindaré, Caru, rio Azul ou Poranguetê, rio Ubim, os dois últimos são braços do rio Pindaré, na região da Miril. Existe também os igarapés Água Preta, Limoeiro, Crumaçu, Arvoredo, Galego e Turizinho. O rio Pindaré, nome que significa ―anzol pequeno, nasce ao leste da Serra da Cinta e desemboca no rio Mearim, após um curso de 750 km de extensão. É um rio caudaloso, extenso, navegável e rico em peixes. A temperatura média é de 30º e o clima é quente e úmido como da Amazônia Equatorial. Índice de chuvas por ano: 2000 a 2200 mm anuais. Período chuvoso: janeiro, fevereiro, março, abril, maio e junho. Período seco: julho a dezembro.
A vegetação ou plantas nativas do município é formada de cocais e matas (árvores grossas e capoeira). As madeiras nativas no município (atualmente escasseando) são: pau-d'arco, maçaranduba, pequi, jatobá, mirindiba e cedros, ressaltando também os capins Jaraguá e canarana. Árvores frutíferas mais predominantes são os mangueirais.
Demografia
De acordo com o Censo Demográfico de 2022, a população do município de Bom Jardim era de 33.100 habitantes e a densidade demográfica era de 5,02 habitantes por quilômetro quadrado. Comparando-se com outros municípios do estado do Maranhão, ficava nas posições 42 e 200 de 217. Já a estimativa populacional para o ano de 2024 era de 34.035 pessoas  
Saúde
Em 2022, a taxa de mortalidade infantil média do município de Bom Jardim era de 21,58 para 1000 nascidos vivos. Já as internações devido a diarreias era de 99,7 para cada 1000 habitantes. Comparando-se com outros municípios do estado do Maranhão, ficava nas posições 43 e 92 de 217.
Educação
Em 2010, a taxa de escolarização de 6 a 14 anos de idade do município de Bom Jardim era de 96,8%. Comparando-se com outras cidades do estado do Maranhão, ficava na posição 105 de 217. Já o Índice de Desenvolvimento da Educação Básica (IDEB), no ano de 2023, para os anos iniciais do ensino fundamental na rede pública era 5,1 e para os anos finais, 3,8.
| Taxa de escolarização de 6 a 14 anos de idade [2010]             | 96,8 %           |
| IDEB – Anos iniciais do ensino fundamental (Rede pública) [2023] | 5,1              |
| IDEB – Anos finais do ensino fundamental (Rede pública) [2023]   | 3,8              |
| Matrículas no ensino fundamental [2023]                          | 6.150 matrículas |
| Matrículas no ensino médio [2023]                                | 1.172 matrículas |
| Docentes no ensino fundamental [2023]                            | 511 docentes     |
| Docentes no ensino médio [2023]                                  | 112 docentes     |
| Número de estabelecimentos de ensino fundamental [2023]          | 90 escolas       |
| Número de estabelecimentos de ensino médio [2023]                | 6 escolas        |

Fonte: IBGE
Meio Ambiente
O bioma predominante do município de Bom Jardim é o amazônico. Em 2010, a cidade apresentava 4,1% de domicílios com esgotamento sanitário adequado, além de 61,1% de domicílios urbanos em vias públicas com arborização e 5,4% de domicílios urbanos em vias públicas com urbanização adequada.

## Economia
Atualmente, destaca-se na produção agrícola: arroz, milho, feijão, cana-de-açúcar, mandioca, soja. Sendo os principais frutos: banana, laranja, abacaxi e melancia. O produto número um na produção municipal foi e continua sendo o arroz. Bom Jardim já foi um dos maiores produtores e exportadores de arroz do Maranhão. Eis os indicadores da economia bom-jardinense:
- Agricultura: 21%
- Pecuária: 56,4%
- Indústria: 0,3%
- Serviço: 22,3%

Fonte: IBGE/2000
A agricultura é explorada, em grande parte, por pequenos produtores rurais. Sabe-se que economicamente, a agricultura é muito importante para o desenvolvimento do município, mas esta não apresenta ultimamente bons índices de produtividade. A estrutura agrária põe em evidência o latifúndio, onde se percebe, que a maior parte das terras são ocupadas por latifundiários.
A pecuária é uma das atividades de destaque no município de Bom Jardim. Predomina a criação de bovinos, suínos, cabras e aves. A atividade pecuária contribui em maior escala para a economia municipal: 56,4%.
Em 2021, o PIB per capita do município de Bom Jardim era de R$ 9.793,62. Comparando-se com outros municípios do estado do Maranhão, ficava na posição 91 de 217. Já o percentual de receitas externas em 2023 era de 88,36%, o que o colocava na posição 171 de 217.
| Salário médio mensal dos trabalhadores formais [2022]                                             | 2,4 salários mínimos |
| Pessoal ocupado [2022]                                                                            | 1.873 pessoas        |
| População ocupada [2022]                                                                          | 5,66 %               |
| Percentual da população com rendimento nominal mensal per capita de até 1/2 salário mínimo [2010] | 55,9 %               |

Fonte: IBGE

## Política
1° Mandato-(1969/1972)
Gildasio Ferreira Brabo (Prefeito)
José Alves de Souza (vice)
vereadores: Adroaldo Alves Matos, Bernardo Carvalho Nunes, Luís Ferreira Lima, Raimundo Nonato Figueiredo, Agostinho Maranhão Oliveira, Miguel Alves Meireles, João Soares de Melo, José Jesus Carvalho e Zeferino Gomes Ferreira.
2° Mandato-(1973/1976)
Adroaldo Alves Matos (Prefeito)
Miguel Alves Meireles (vice)
vereadores: Nilo Ribeiro, Mauzol, Ângelo Vieira, Aldimar da Silva Porto, João Soares de Melo, Martinho Gomes de Azevedo, Raimundo Nonato Figueiredo, Antonio Carvalho e Zeferino Gomes Ferreira.
3° Mandato-(1977/1982)
Miguel Alves Meireles (Prefeito)
Joaquim Servo de Araújo (vice)
vereadores: Valquírio Bertoldo, Mauzol, Nilo Ribeiro, João Sobral, José Abreu de Oliveira, João Soares de Melo, Hélio Ferreira da Paixão, Francisco Cândido de Araújo.
4° Mandato-(1983/1988)
Adroaldo Alves Mato (Prefeito)
Antonio Muniz Alves (vice)
vereadores:Francisco Nascimento, José Abreu de Oliveira, Manoel Varão, Bernardo Luís de Andrade, Benedito Alves de Carvalho, Apolinário Antonio de Araújo, Joaquim Severo, Pedro Costa de Souza, Salomão, Miguel Dias Brasil, Raimundo Alves Ferreira e Chiquinho do Abdon
5° Mandato-(1988/1992)
Antonio Soares Pedrosa (Fogoió)
Adelaide Sales Rios Matos (vice)
vereadores: Tadico, Ozimo Jansen, Eliseu Alves, Raimundo Alves Ferreira, Manoel Varão, João Batista Feitosa, Chiquinho do Abdon, Bernardo Luís de Andrade, José Rodrigues Neto, Licota, Misael Souza, Antonio Feitosa Primo, Boanerges da Silva Andrade.
6°Mandato-(1993/1996)
Carlos Celso Ribeiro Vieira (Dr Celso-Prefeito)
João Soares de Melo (vice)
vereadores: Ângelo Vieira, Toinho Paraibano, Bernanrdo Luís de Andrade, Boanerges da Silva Andrade, Eliseu Alves, Francisco Soares de Melo, José Rodrigues Neto, Misael Souza, Alciomar Matos, Manoel Varão, Marinete dos Santos de Abreu, Raimundo Alves Ferreira e Tadico
7°Mandato-(1997/2000)
Manoel Lídio Alves Matos (Manoel Gralhada-Prefeito)
Chiquinho do Abdon (vice)
vereadores: Tadico, Eliseu Alves, Toinho Paraibano, Dr Varão, Licota, Pedro Costa Sousa, Chico do Braz, Bernardo Meireles, Marinete dos Santos Abreu, Remy Rodrigues, Demétrio, João Batista Feitosa, Leny Pacheco
8°Mandato-(2001/2004)
Manoel Lídio Alves Matos (Manoel Gralhada-Prefeito)
Eliseu Alves (vice)
vereadores: Reginaldo Meireles, Dr Varão, Tadico, Licota, Alcionildo Matos, Tonha do PT, Morena, Elber, Chico Abel, Chico do Braz, Chiquinho do Abdon, Leny Pacheco e Zé Filho
9°Mandato-(2005-2008)
Antonio Roque Portela de Araújo (Dr Roque-Prefeito)
Eliseu Alves (vice)
vereadores: Alciomar Matos, Élia do Paulão, Dr Varão, Leny Pacheco, Zé Filho, Licota, Elber, Chico do Braz, Marcio Abdon
10°Mandato-(2009-2012)
Antonio Roque Portela de Araújo-(Dr Roque-Prefeito)
Leny Pacheco (vice)
vereadores: Antonio Cesarino, Silvano Andrade, Zé Filho, Pedrinho, Chico do Braz, Puaka, Sinego, Seloneide Noronha, Seu Augusto
11°Mandato-(2013/2016)
Lidiane Leite da Silva-(Prefeita)
Malrinete dos Santos Matos (Malrinete Gralhada- vice)
vereadores: Adriano Varão, Silvano Andrade, Sônia Brandão, Robert Meireles, Chico do Braz, Arão, Sinego, Sandra do Salomão, Manim, Poré, Hiater, Ana Cesarino, Professor Markony
12°Mandato-(2017/2020)
Francisco Alves de Araújo (Dr Francisco-Prefeito)
João Rodrigues Fortaleza (vice)
vereadores: Duvan Boiadeiro, Manim, Christianne Varão, Homero Vieira, Lebreu, Dandor, Sinego, Antonio Cesarino, Dra Sônia Brandão, Vânia, Professor Markony, Filho, Professor Clebson Almeida
13°Mandato-(2021/2024)
Christianne Araújo Varão (Prefeita)
Franekson Gralhada (vice)
vereadores: Antonio Cesarino, Duvan Boiadeiro, Marcos Caldeira, Dandor, Vânia, Marlley Sampaio, Lindomar Pescador, Manim, Rhony do Igarapé dos Indios, Rubem Silva, Elisnelson do Novo Carú, Fred Abdon, Raidon Braz
14° Mandato-(2025/2028)
Christianne Araújo Varão (Prefeita)
Pastor Isaías Alves Rodrigues (vice)
vereadores: Antonio Cesarino, Manim, Rhony do Igarapé dos Indios, Elisnelson do Novo Carú, Vânia, Nildo Perninha, Divino Mendes, Evaldo Liarte, Homero Vieira, Elisangela do Alex, Dandor, Jorge Guerreiro, Marcio Abdon
REFERÊNCIA BIBLIOGRÁFICA 
MOTTA, Adilson. Radiografia de Bom Jardim-MA. História e geografia. 2007